# Doleromyrma darwiniana
Doleromyrma darwiniana és una espècie de formiga pertanyent a la subfamília Dolichoderinae, i l'única espècie coneguda del gènere Doleromyrma. És originària d'Austràlia, i introduïda a Nova Zelanda.

## Subespècies
Doleromyrma darwiniana té dues subespècies:
- Doleromyrma darwiniana fida
- Doleromyrma darwiniana leae